# Мероїтська писемність

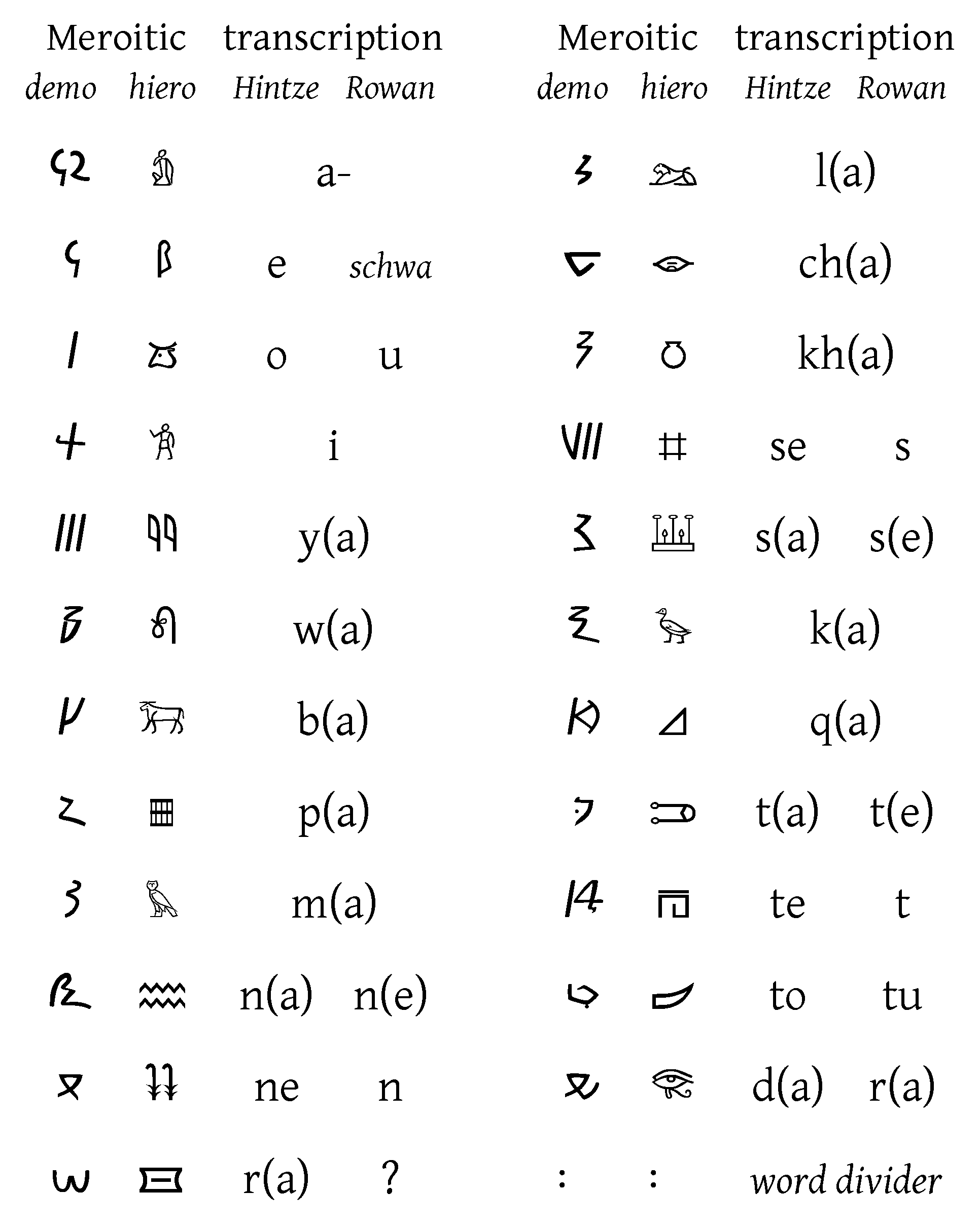
Дві форми писемності та позначувані ними звуки

Мероїтська писемність — алфавіт із 23 знаків, що використовувався приблизно з II століття до н. е. до V століття н. е. у Нубії і північному Судані для запису мероїтської мови.
Має два різновиди: ієрогліфічну (відомі тільки написи, висічені на монументах; походить від єгипетської ієрогліфічної писемності) і курсивну (походить від демотичної писемності). Ієрогліфічні символи писалися стовбчиками, зверху вниз, справа наліво. Більш поширена курсивна форма писалася справа наліво, зверху вниз.
Алфавіт розшифровано на початку XX століття англійським вченим Френсісом Гріффітом, але мова залишається багато у чому незрозумілою.
Містить 4 знаки голосних, 14 для приголосних і 5 для складів.
Можливо, мероїтська писемність використовувалася також для запису древньонубійської мови, яка є нащадком мероїтської і записується, в основному коптським алфавітом (модифікованим грецьким).